# Felsőtold
Felsőtold (vyslovováno [felšétold]) je malá vesnička v Maďarsku v župě Nógrád, spadající pod okres Pásztó. Nachází se asi 12 km severozápadně od Pásztó. V roce 2015 zde žilo 125 obyvatel, z nichž jsou (dle údajů z roku 2011) všichni obyvatelé maďarské národnosti.
Sousedními vesnicemi jsou Alsótold, Garáb, Hollókő a Nagylóc.